# Supercopa de España 2001
La Supercopa de España 2001 è stata la diciottesima edizione della Supercoppa di Spagna.
Si è svolta nell'agosto 2001 in gara di andata e ritorno tra il Real Madrid, vincitore della Primera División 2000-2001, e il Real Saragozza, vincitore della Coppa del Re 2000-2001.
A conquistare il titolo è stato il Real Madrid che ha pareggiato la gara di andata a Saragozza per 1-1 e ha vinto quella di ritorno a Madrid per 3-0.

## Partecipanti
| Squadre        | Qualificazione                             | Partecipazioni precedenti (il grassetto indica la vittoria) |
| -------------- | ------------------------------------------ | ----------------------------------------------------------- |
| Real Madrid    | Vincitore della Primera División 2000-2001 | 7 (1982, 1988, 1989, 1990, 1993, 1995, 1997)                |
| Real Saragozza | Vincitore della Coppa del Re 2000-2001     | 1 (1994)                                                    |

## Tabellini

### Andata
| Arbitro: | López Nieto |

|           |           |                      |
| Yordi 79’ | Marcatori | 54’ Flávio Conceição |

| Real Saragozza | Real Madrid |

| Real Saragozza: |    |                      |  |     |
|                 |    |                      |  |     |
| P               | 13 | César Láinez         |  |     |
| D               | 16 | Pablo Díaz           |  | 73’ |
| D               | 6  | Xavier Aguado (c)    |  |     |
| D               | 23 | Paco Jémez           |  |     |
| D               | 25 | Esquerdinha          |  |     |
| C               | 7  | Juanele              |  |     |
| C               | 14 | José Ignacio         |  |     |
| C               | 20 | Roberto Acuña        |  |     |
| C               | 11 | Martín Vellisca      |  | 73’ |
| A               | 3  | Jamelli              |  |     |
| A               | 9  | Yordi                |  |     |
| Sostituzioni:   |    |                      |  |     |
| D               | 4  | Luis Carlos Cuartero |  | 73’ |
| C               | 24 | Luciano Galletti     |  | 73’ |
| Allenatore:     |    |                      |  |     |
| Txetxu Rojo     |    |                      |  |     |

| Real Madrid:       |    |                     |  |     |
|                    |    |                     |  |     |
| P                  | 13 | César Sánchez       |  |     |
| D                  | 2  | Míchel Salgado      |  |     |
| D                  | 4  | Fernando Hierro (c) |  |     |
| D                  | 18 | Aitor Karanka       |  |     |
| D                  | 3  | Roberto Carlos      |  |     |
| C                  | 10 | Luís Figo           |  | 88’ |
| C                  | 24 | Claude Makélélé     |  |     |
| C                  | 16 | Flávio Conceição    |  |     |
| C                  | 21 | Santiago Solari     |  | 70’ |
| C                  | 5  | Zinédine Zidane     |  | 80’ |
| A                  | 7  | Raúl                |  |     |
| Sostituzioni:      |    |                     |  |     |
| C                  | 8  | Steve McManaman     |  | 70’ |
| A                  | 9  | Fernando Morientes  |  | 80’ |
| C                  | 20 | Albert Celades      |  | 88’ |
| Allenatore:        |    |                     |  |     |
| Vicente del Bosque |    |                     |  |     |

### Ritorno
| Arbitro: | Iturralde González |

|                  |           |  |
| Raúl 74’ 80’ 89’ | Marcatori |  |

| Real Madrid | Real Saragozza |

| Real Madrid:       |    |                     |     |     |
|                    |    |                     |     |     |
| P                  | 1  | Iker Casillas       |     |     |
| D                  | 2  | Míchel Salgado      |     |     |
| D                  | 4  | Fernando Hierro (c) |     |     |
| D                  | 18 | Aitor Karanka       |     |     |
| D                  | 3  | Roberto Carlos      |     | 85’ |
| C                  | 16 | Flávio Conceição    |     |     |
| C                  | 24 | Claude Makélélé     |     |     |
| C                  | 10 | Luís Figo           |     |     |
| C                  | 5  | Zinédine Zidane     |     | 71’ |
| A                  | 7  | Raúl                |     |     |
| A                  | 9  | Fernando Morientes  | 25’ | 66’ |
| Sostituzioni:      |    |                     |     |     |
| C                  | 14 | Guti                |     | 66’ |
| C                  | 11 | Sávio               |     | 71’ |
| C                  | 21 | Santiago Solari     |     | 85’ |
| Allenatore:        |    |                     |     |     |
| Vicente del Bosque |    |                     |     |     |

| Real Saragozza: |    |                      |     |     |
|                 |    |                      |     |     |
| P               | 13 | César Láinez         |     |     |
| D               | 22 | Gary Sundgren        | 15’ |     |
| D               | 6  | Xavier Aguado (c)    |     |     |
| D               | 23 | Paco Jémez           |     |     |
| D               | 25 | Esquerdinha          |     |     |
| C               | 20 | Roberto Acuña        |     |     |
| C               | 14 | José Ignacio         | 66’ |     |
| C               | 24 | Luciano Galletti     | 43’ | 58’ |
| C               | 8  | Santiago Aragón      |     | 73’ |
| C               | 11 | Martín Vellisca      |     | 80’ |
| A               | 3  | Jamelli              |     |     |
| Sostituzioni:   |    |                      |     |     |
| D               | 4  | Luis Carlos Cuartero |     | 58’ |
| A               | 9  | Yordi                |     | 73’ |
| A               | 7  | Juanele              |     | 80’ |
| Allenatore:     |    |                      |     |     |
| Txetxu Rojo     |    |                      |     |     |